# レイ・ストレイチー
レイチェル・ストレイチー（Ray Strachey、旧姓：コステロー (Costelloe)、出生名：レイチェル・ピアソル・コン・コステロー (Rachel Pearsall Conn Costelloe)、1887年6月4日 - 1940年7月16日）は、ロンドン生まれのイギリスのフェミニスト政治活動家、作家。

## 生い立ち
レイは、妹とのふたり姉妹として育った。妹のカリン・エリザベス・コン・コステロー (Karin Elizabeth Conn Costelloe) は、ヴァージニア・ウルフの弟エイドリアン・スティーヴン (Adrian Stephen) と1914年に結婚した。レイは、ケンジントン高校からケンブリッジ大学ニューナム・カレッジ (Newnham College, Cambridge) に進み、1908年には数学のトライポス (Tripos) 第1部で3級の成績をとった。
1911年5月31日、彼女はケンブリッジにおいて、ブルームズベリー・グループの伝記作家リットン・ストレイチーの兄で、官僚であったオリヴァー・ストレイチーと結婚した。ストレイチー兄弟には、弟で精神分析家のジェームズ・ストレイチー (James Strachey) や、姉で小説家のドロシー・バッシー（旧姓：ストレイチー）などがいた。レイの義理の母となったストレイチー夫人ジェーンは、著名な著作家で、女性参政権運動の支持者であり、1907年にロンドンで行なわれた女性参政権運動の示威行動「Mud March」の指導者のひとりであった。

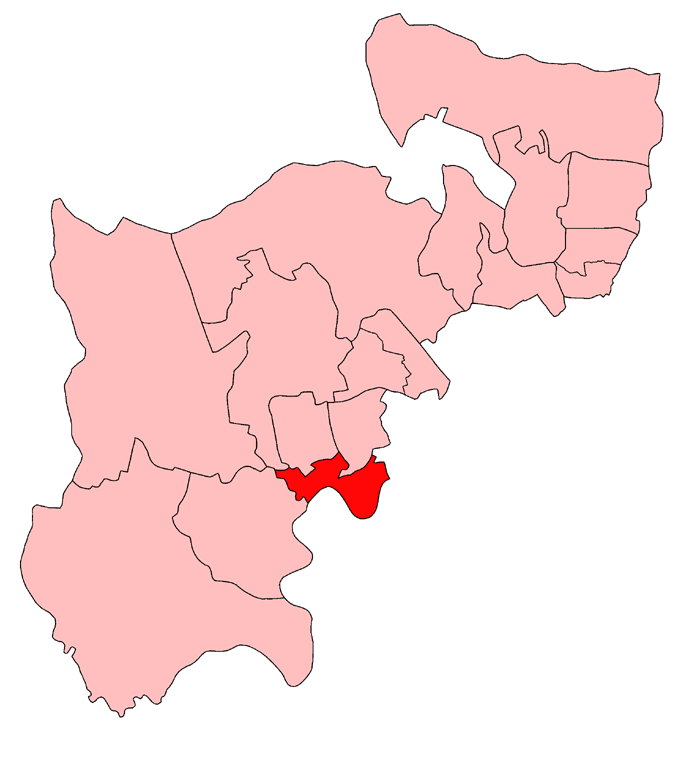
ミドルセックス州における、ブレントフォード・アンド・チジック選挙区の範囲（1918年から1923年にかけての時期）。

## 経歴
レイ・ストレイチーは、人生の大部分において女性参政権運動の組織のために働いていた。出版した著作の大部分はノンフィクションであり、女性参政権について扱ったものであった。代表作は『大義 (The Cause)』である。彼女に関する文書は、ロンドン・メトロポリタン大学の女性図書館 (The Women's Library) に所蔵されている。ストレイチーは、ミリセント・フォーセット (Millicent Fawcett) と緊密に共同作業をしており、フォーセットの自由党寄りのフェミニスト的価値観や、女性参政権運動を労働党の運動に統合しようとする企てに反対する姿勢は、ストレイチーも共有するところであった。1915年、ストレイチーは、女性参政権協会全国同盟 (National Union of Women's Suffrage Societies, NUWSS) の議会書記となり、その職を1920年まで務めた。第一次世界大戦後、女性参政権が認められ、投票と議会選挙への立候補が許されると、ストレイチーは無所属独立の候補者としてブレントフォード・アンド・チジック選挙区 (Brentford and Chiswick) に何度か出馬したが、当選することはなかった。
ストレイチーは、1920年代においてエレノア・ラスボーン (Eleanor Rathbone) が目指していた、広汎なフェミニスト運動の組織化には反対していた。1931年、ストレイチーは、イギリス議会において最初の庶民院議員となったアスター子爵夫人 (Lady Astor) の議会秘書となり、さらに1935年には、女性雇用連盟 (The Women's Employment Federation) 代表となった。また、彼女は、英国放送協会 (BBC) のラジオ放送に定期的に出演していた。

## 死
ストレイチーは、50代前半で子宮筋腫の切除手術の術後に心不全となり、ロンドンの王立施療病院 (Royal Free Hospital) で死去した。

## おもな著作
- The World at Eighteen
- Marching On
- Shaken By The Wind

### 伝記
- Frances Willard
- Hannah Whitall Smith; Ray Strachey,*A Quaker Grandmother: Hannah Whitall Smith*(1914)
- Millicent Garrett Fawcett

### 女性の地位に関するノンフィクション
- Women's Suffrage and Women's Service
- The Cause, 1929
  - 日本語訳：イギリス女性運動史 1792-1928、みすず書房、2008年
  - 日本語の文献では、『大義』の書名で言及されることがある[3]。
- Careers and Openings for Women
- Our Freedom and Its Results